# Arbouet-Sussaute
Arbouet-Sussaute é uma comuna francesa na região administrativa da Nova Aquitânia, no departamento dos Pirenéus Atlânticos. Estende-se por uma área de 14,82 km². Em 2010 a comuna tinha 326 habitantes (densidade: 22 hab./km²).